# Gedlahalli, Tiptur
Gedlahalli là một làng thuộc tehsil Tiptur, huyện Tumkur, bang Karnataka, Ấn Độ.